# Turistická značená trasa 8854
 Turistická značená trasa 8854 je žlutá značka ve Vysokých Tatrách na Slovensku určená pro pěší turistiku, která vede od Chaty pri Popradskom plese po západním břehu Popradského plesa na Symbolický cintorín a na Popradské poľaně se napojuje na příjezdovou komunikaci k Popradskému plesu.

## Přístupnost
Přístup veřejnosti je možný pouze v letním období od 16. června do 31. října.

## Popis trasy
| vzdálenost km | čas hod | nadmořská výška | místo                                                   | souběžné trasy                       | navazující trasy                         | směr navazujících tras                          |
| ------------- | ------- | --------------- | ------------------------------------------------------- | ------------------------------------ | ---------------------------------------- | ----------------------------------------------- |
| 0,0           | 0:00    | 1 510           | chata pri Popradskom plese                              | 5805                                 | 0930                                     | ↑Rázcestie nad Popradským plesom/↓Štrbské pleso |
| 0,0           | 0:00    | 1 510           | chata pri Popradskom plese                              | 5805                                 | 0930                                     | ↑Sedlo pod Ostrvou/↓Batizovské pleso            |
| 0,0           | 0:00    | 1 510           | chata pri Popradskom plese                              | 5805                                 | cyklotrasa 2866 trasa pro vozíčkáře      | ↓železniční zastávka Popradské Pleso            |
| 0,04          | 0:01    | 1 500           | Majláthova chata                                        | 5805                                 |                                          |                                                 |
| —             | —       | 1 496           | Popradské pleso (západní břeh)                          | 5805                                 | 5805                                     | ↑Trigan                                         |
| —             | —       | 1 495           | Popradské pleso (jižní břeh/odtok Krupé a most přes ni) |                                      | neznačená stezka                         | ↑ 0930 v ústí Zlomiskové doliny                 |
| 0,6           | 0:10    | 1 505           | Symbolický cintorín (pod Ostrvou)                       |                                      |                                          |                                                 |
| —             | —       | 1 493           | most přes Krupou                                        |                                      |                                          |                                                 |
| 1,3           | 0:25    | 1 500           | Popradská poľana                                        |                                      | 2902 cyklotrasa 2866 trasa pro vozíčkáře | ↑Rázcestie nad Popradským plesom                |
| 1,3           | 0:25    | 1 500           | Popradská poľana                                        | ↓železniční zastávka Popradské Pleso | 2902 cyklotrasa 2866 trasa pro vozíčkáře |                                                 |